# Bargstedt (Holstein)
Bargstedt ist eine zum Amt Nortorfer Land gehörende Gemeinde im Kreis Rendsburg-Eckernförde in Schleswig-Holstein. Holtdorf und die Ausbauten Bast, Föhrenskamp und Bargstedter Moor liegen im Gemeindegebiet.

## Geografie
Bargstedt liegt im Naturpark Aukrug. Im Süden liegt mit dem Gehege  Himmelreich ein Teil des NATURA 2000-Schutzgebietes FFH-Gebiet Wälder der nördlichen Itzehoer Geest. An das überregionale Verkehrsnetz ist die Gemeinde über die am östlichen Gemarkungsrand verlaufende Bundesstraße 205, die Landesstraße 125 sowie die Kreisstraße 66 angeschlossen.

## Geschichte
Bargstedt wurde 1442 erstmals urkundlich erwähnt.

## Eingemeindungen
Am 1. Januar 1978 schloss sich die bis dahin selbständige Gemeinde Holtdorf der Gemeinde Bargstedt an.

## Politik

### Gemeindevertretung
Bei der Kommunalwahl am 14. Mai 2023 wurden insgesamt neun Sitze vergeben. Diese fielen erneut alle an die Kommunale Wählergemeinschaft Bargstedt. Die Wahlbeteiligung betrug 61,7 %.

### Wappen
Blasonierung: „In Silber ein oben abgeflachter, grüner Hügel, darin ein aus drei Tragsteinen und einer Deckplatte bestehendes Steingrab, darüber ein schwebendes rotes Haus, begleitet rechts von einem grünen Buchenblatt und links von einem grünen Eichenblatt.“

### Flagge
Blasonierung: „Auf weißem Flaggentuch die Figuren des Gemeindewappens in flaggengerechter Tinktur.“

## Bildung
In der Gemeinde befindet sich eine Grundschule, in die auch Schüler der Nachbargemeinden Brammer und Oldenhütten aufgenommen werden. Eine Gemeinschaftsschule mit gymnasialer Oberstufe befindet sich in Nortorf, Gymnasien und andere weiterbildende Schulen in Rendsburg. Im Grundschulgebäude befindet sich auch der gemeindliche Kindergarten mit derzeit 40 Plätzen, in dem ebenfalls die Kinder der beiden Nachbargemeinden aufgenommen werden.

## Persönlichkeiten
- Hilde Kähler-Timm (* 1947 in Bargstedt), Kinder- und Jugendbuchautorin